# Ocnogyna sardoa
Ocnogyna sardoa là một loài bướm đêm thuộc phân họ Arctiinae, họ Erebidae.